# Балыкчи (Узбекистан)
Балыкчи́ (узб. Балиқчи/Baliqchi) — городской посёлок, административный центр Балыкчинского района Андижанской области Узбекистана.
Балыкчи расположен на левом берегу реки Карадарья, в 20 км на юго-восток от Намангана. Население — 3699 человек (1989 год).